# Влосцєєвиці
Влосцєєвиці (пол. Włościejewice) — село в Польщі, у гміні Ксьонж-Велькопольський Сьремського повіту Великопольського воєводства.
Населення — 215 осіб (2011).
У 1975-1998 роках село належало до Познанського воєводства.

## Демографія
Демографічна структура станом на 31 березня 2011 року:
|          | Загалом | Допрацездатний вік | Працездатний вік | Постпрацездатний вік |
| -------- | ------- | ------------------ | ---------------- | -------------------- |
| Чоловіки | 113     | 25                 | 79               | 9                    |
| Жінки    | 102     | 24                 | 63               | 15                   |
| Разом    | 215     | 49                 | 142              | 24                   |